# Cao Ren
Cao Ren (168 – 223) è stato un militare cinese che fu generale sotto il signore della guerra Cáo Cāo, suo cugino, durante la tarda era della Dinastia Han e dei Tre Regni della Cina.

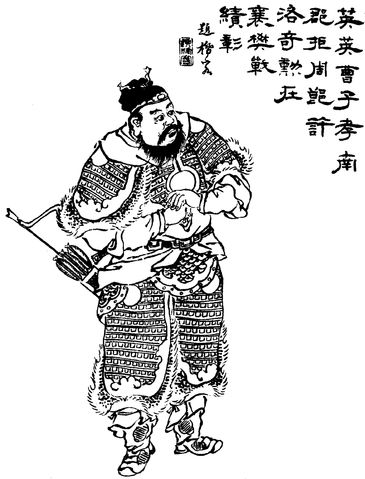
Un'illustrazione di Cao Ren

Ebbe un ruolo significativo nelle guerre civili che portarono alla dissoluzione della Dinastia Han ed all'inizio del regno Wei.
Cao Ren eccelse nelle arti marziali, nel tiro con l'arco e nell'equitazione. Nella battaglia di Chi Bi difese Jing dall'attacco del regno di Shu. Grazie all'astuzia del suo ufficiale Man Chong riuscì a respingere l'esercito Shu guidato da Guan Yu a Fanchen. Difese fino alla morte il castello Fan e Fanchen, e quando Cao Pi ottenne il potere insignì Cao Ren del ruolo di Signore Gran Maresciallo.